# 15. Infanterie-Division
15. Infanterie-Division var ett tyskt infanteriförband under andra världskriget.
Divisionen deltog i augusti 1944 i hårda försvarsstrider i södra Ukraina och omringades i närheten av Dnjestr och lyckades efter mycket stora förluster slinka undan.
14 augusti 1944 återorganiserades divisionen. Den sattes in i Ungern för att förhindra de sovjetiska stridskrafterna att tränga igenom. Starkt utmattade och endast i form av ett utbränt skal omringades divisionen och kapitulerade till Röda armén öster om Prag.

## Befälhavare
- Generalleutnant Walter Beschnitt (1 sep 1939 - 6 okt 1939)
- Generalmajor Ernst-Eberhard Hell (6 okt 1939 - 17 juni 1940)
- Generalleutnant Friedrich-Wilhelm von Chappuis (17 juni 1940 - 12 aug 1940)
- Generalleutnant Ernst-Eberhard Hell (12 aug 1940 - 8 jan 1942)
- Generalmajor Bronislaw Pawel (11 jan 1942 - 23 jJan 1942)
- Generalmajor Alfred Schreiber (23 jan 1942 - 3 feb 1942)
- Generalmajor Erich Buschenhagen (18 juni 1942 - 20 nov 1943)
- Generalmajor Rudolf Sperl (20 nov 1943 - ? aug 1944)
- Oberst Ottomar Babel (14 aug 1944 - 05 sep 1944)
- Generalmajor Hans Längenfelder (? okt 1944 - 8 maj 1945)

## Organisation
- 81.infanteriregementet
- 88. infanteriregementet
- 106. infanteriregementet
- 15. artilleriregementet
- 15. spaningsbataljonen
- 15. pansarjägarbataljonen
- 15. pionjärbataljonen
- träng- och tygförband